# Centropus chalybeus
El cucal de Biak (Centropus chalybeus) es una especie de ave cuculiforme de la familia Cuculidae endémica de las selvas de las islas de Biak y Supiori, situadas al norte de Nueva Guinea Occidental en Indonesia.